# Dinoprora stalidosena
Dinoprora stalidosena là một loài bướm đêm trong họ Noctuidae.